# Neda Neżdana
Neda Neżdana, właśc. Nadija Mirosznyczenko (ukr. Надія Мірошниченко; ur. 1971 w Kramatorsku)  – ukraińska dramatopisarka, poetka, dziennikarka, kulturolożka.

## Życiorys
Ukończyła studia z filologii romańskiej na Kijowskim Narodowym Uniwersytecie Lingwistycznym oraz kulturologię na Uniwersytecie Narodowym „Akademii Kijowsko-Mohylańskej”. Kształciła się w Centrum Współczesnej Dramaturgii Eksperymentalnej im. Anatolija Diaczenki, gdzie później prowadziła wykłady. Kierowała działem teatralnym czasopisma „Кіно-Театр”(pol. „Kino-Teatr”). Od 2001 roku zajmowała się projektami teatralnymi w Narodowym Centrum Sztuki Teatralnej, w 2007 roku została tamże kierowniczką działu projektów dramaturgicznych. Pracowała jako dziennikarka dla agencji UNIAN. Była kierownikiem literackim Teatru im. Panasa  Saksahanśkiego w Białej Cerkwi. Jest współzałożycielką teatru-studio MIST (Młodzieżowy Interaktywny Teatr Współczesny) w Kijowie. Prowadzi wykłady w Kijowskim Uniwersytecie Narodowym im. Tarasa Szewczenki oraz w prywatnej szkole teatralnej. Założyła bibliotekę tekstów teatralnych na portalu „Вертеп” (pol. „Wertep”). Mieszka w Kijowie.

## Twórczość
Napisała ponad 20 sztuk oraz scenariusze filmowe, radiowe i telewizyjne. Przekładała z języka białoruskiego, francuskiego i rosyjskiego. Była redaktorką dwóch antologii nowożytnej dramaturgii francuskiej i serbskiej. Dzięki niej ukazały się także dwie antologie dramatu ukraińskiego: Майдан. До і після (pol. Majdan. Przed i po, 2015) i Лабіринт із криги та вогню (pol. Labirynt z lodu i ognia, 2019).
Wybrane sztuki teatralne:
- Milion spadochroników[3]
- Kto otworzy drzwi?[3]
- Kiedy powraca deszcz…[3] (polski przekład Anny Korzeniowskiej-Bihun[4])